# Kasteel van Boulogne-sur-Mer
Het Kasteel van Boulogne-sur-Mer (ook: Château d'Amont) is een kasteel in de tot het departement Pas-de-Calais behorende stad Boulogne-sur-Mer.

## Geschiedenis
Dit kasteel werd, tegelijk met de ommuring van de Bovenstad, gebouwd in opdracht van Filips Hurepel, graaf van Boulogne en zoon van Filips II van Frankrijk, van 1227-1231. In de loop der eeuwen zijn er verschillende aanpassingen geweest. Tussen 1394 en 1416 werden ingrijpende verbouwingen uitgevoerd door de hertog van Berry. De hoefijzervorm (kazerne, arsenaal) werd rond 1567 voltooid. De torens zijn 16e-eeuws en werden deels gebouwd nadat de Engelsen een deel van het kasteel hadden verwoest. Na aanpassingen vanwege ontwikkelingen in de artillerie verloor het in de 16e eeuw een deel van zijn middeleeuws karakter.
Vanaf de 17e eeuw werd het kasteel gebruikt als kazerne en na de Tweede Wereldoorlog als gevangenis. In 1974 werd het kasteel aangekocht door de gemeente. In 1988 werd het Kasteelmuseum geopend.

## Gebouw
Het kasteel heeft een veelhoekige plattegrond en omvat ook een deel van de vestingmuren. Het heeft negen ronde torens.